# Wohnhaus Schlüter Straße 89
Das Wohnhaus Schlüter Straße 89 in Berne-Schlüte an der Ollen stammt vom Anfang des 20. Jahrhunderts.
Aktuell (2023) wird es als Wohn- und Geschäftshaus genutzt.
Das Gebäude steht unter Denkmalschutz (siehe auch Liste der Baudenkmale in Berne).

## Beschreibung
Das eingeschossige giebelständige verputzte Wohnhaus auf einem Sockelgeschoss, mit Drempel, Krüppelwalmdach und Satteldach, rechtem Giebelrisalit mit korbbogigem Fenster, Eckschräge mit Standerker, weitere Risalite mit Schweifgiebeln und Firstbekrönungen mit Kugel bzw. kleinem Obelisk sowie Fensterrahmungen stammt von um 1905.
Die sehr differenzierte Villa mit Nebenanlagen steht auf einem großen Grundstück an der Unteren Ollen und gehört zu einer Gruppe von Villen (Hofanlage Schlüter Straße 85, Wohnhäuser Nr. 91 und Nr. 95).
Das Landesdenkmalamt befand: „geschichtliche Bedeutung … als Teil der Gruppe ‚Villen Schlüter Straße‘“.